# Elena Orobiogoicoechea
Elena Orobiogoicoechea Vizcarra (Durango, Vizcaya, 1963) es una pianista y catedrática de piano en el Real Conservatorio Superior de Música de Madrid.  

## Biografía
Es en el colegio San Antonio de Durango donde inicia su carrera profesional. Desde pequeña recibió una enseñanza especializada en este centro: su profesora de música grababa sus lecciones de solfeo en cabina de estudio proporcionándole la base de lenguaje musical.
Es alumna de Pilar Bilbao Iturburu en el Conservatorio de Bilbao, y a los 12 años hace su presentación interpretando el Concierto en Re Mayor de Haydn con la Orquesta Sinfónica de Bilbao. 
Termina sus estudios superiores obteniendo los Premios Fin de Carrera en Piano y Música de Cámara en el Conservatorio Superior de Música de Sevilla. 
La Diputación de Bizkaia en 1981 le premia y le concede una beca para completar su formación en Viena en la Hochschule für Musik, con Hans Graf y Alexander Jenner. Contribuyen a su perfeccionamiento los consejos de Paul Badura-Skoda, Vlado Perlemuter, Malcolm Frager y Joaquín Achúcarro.
Desde entonces, ha dado conciertos en Austria, Alemania, Francia, Hungría y en las principales ciudades españolas, siendo favorablemente acogida por el público y la crítica. Ha actuado como solista con las Orquestas Sinfónicas de Bilbao y Sevilla.

### Como profesora
En 1987 obtiene una plaza de cátedra y durante nueve años enseña en el Conservatorio Superior de Música de Sevilla.
Desde 1996 es Catedrática de piano en el Real Conservatorio Superior de Música de Madrid. Es también Jefa de Departamento de Tecla del RCSMM.
Es invitada a impartir cursos magistrales en diversos Conservatorios españoles así como en la Hochschule für Musik de Dresde (Alemania), los Festivales de verano de Keszthély (Hungría), la Universidad de Viena, la Hochschule für Musik de Hannover, etc…
En 2003 creó la asignatura “Presencia escénica” en el RCSMM cuya metodología consiste en la aplicación de los últimos resultados de las investigaciones en el campo de la psicología de la interpretación.
Es doctora en educación por la Universidad Autónoma de Madrid y participa regularmente en Congresos de educación musical con ponencias sobre la enseñanza superior de instrumento. 
Regularmente participa como miembro del jurado de Concursos Pianísticos Nacionales e Internacionales.
Colabora en proyectos de grupo de música y social media donde se plantean visiones de cómo debe cambiar el mundo de la música con el uso de las nuevas tecnologías.